# Lys Mouithys
Dyzaiss-Lys Mouithys Mickalad, nur Lys Mouithys genannt, (* 4. Juli 1985 in Brazzaville) ist ein ehemaliger kongolesischer Fußballspieler.

## Karriere
Die Karriere von Mouithys begann im Jahr 2000 in der zweiten Mannschaft von Girondins Bordeaux. Im Jahr 2006 wechselte er in die dritte französische Liga zu SO Châtellerault. Nach weiteren Stationen bei FC Hyères, AS Cherbourg und FC Libourne-Saint-Seurin kam er im Jahr 2009 zu Wydad Casablanca nach Marokko. Dort konnte er mit seiner Mannschaft die Meisterschaft 2010 gewinnen. In der Sommerpause zur Saison 2010/11 der A Grupa, wechselte Mouithys zum bulgarischen Erstligaverein FC Tschernomorez Burgas. Er kam nur neunmal zum Einsatz und kehrte schon im Jahr 2011 nach Casablanca zurück.
Zur Saison 2013/14 wechselte er zum türkischen Zweitligisten Ankaraspor und verließ diesen nach einer Saison. Im Sommer 2014 schloss er sich Raja Casablanca an. Anfang 2015 heuerte er bei al-Qadisiyah in Saudi-Arabien an. Nach einem Jahr zog er ihn zum al-Suwaiq Club in den Oman. Nach Stationen bei zwei weiteren unterklassigen französischen Klubs beendete er im Jahr 2017 seine Laufbahn.

## Erfolge
- Marokkanische Meisterschaft: 2010